# 青木哲
青木 哲（あおき さとし、1946年 - ）は、日本の実業家で、本田技研工業会長。日本自動車工業会会長、NPO法人日本防災士機構評議員も務める。
群馬県立前橋高等学校卒業。1969年東京外国語大学外国語学部英米語学科卒業、同年ホンダ入社。管理部門が長く、イタリア現地法人2社の社長、ホンダ財務部長、取締役、常務、専務、副社長を経て2007年から会長。2008年自工会会長にも就任。趣味はモータースポーツの観戦とヒストリックカーの鑑賞。